# Douwe Kalma
Douwe Kalma (* 3. April 1896 in Boksum; † 18. Oktober 1953 in Ljouwert) war ein Autor und Dichter sowie Leiter der Jongfryske Mienskip. Er gilt als einer der bedeutendsten Schöpfer der modernen westfriesischen Literatur. Er schrieb zahlreiche Theaterstücke, übersetzte sämtliche Werke von William Shakespeare, gründete etliche friesischsprachige Zeitschriften und organisierte Versammlungen, um mehr Aufmerksamkeit für die westfriesische Sprache zu gewinnen. Er ist einer der historischen Themen in der Kanon (der Geschichte) der Provinz Fryslân.

## Leben

### Gründer der Jongfryske Mienskip
Im Zuge der Romantik entstand in West-, Nord- und zum Teil auch in Ost-Friesland eine friesische Bewegung. Die friesische Bewegung war überwiegend eine Sprach- und Kulturbewegung. Sie wurde vor allem von Schullehrern und Journalisten geführt. In Westfriesland gründeten sie 1844 das Frysk Selskip. Für das Frysk Selskip war die Literatur ein Mittel zum Erhalt der friesischen Sprache. Gleichzeitig versuchten sie, die Friesen zu erziehen und Tugenden wie Disziplin, Fleiß und Sparsamkeit beizubringen. Kalma war gegen die Strömung des Frysk Selskip. Er wollte neue Impulse für die friesische Bewegung. Zuerst wollte er seine literarische Ideale verbreiten. Er fing an Gedichte zu schreiben, in denen er seine Gefühle zum Ausdruck brachte. Mit der Gründung der Jongfryske Mienskip schaffte er es, dass sich große Gruppen Jugendlicher für die friesische Bewegung engagierten. Kalma orientierte sich international. Nach dem Motto Friesland und die Welt sollte die internationale Literatur auch in friesischer Sprache zugänglich sein. Bei den jährlichen 'Jongfryske' Sommerschulen auf den westfriesischen Inseln, spielten Theater und das Lesen von ausländischen Publikationen eine wichtige Rolle. Nach dem gleichen Motto war Kalma der Meinung, Friesland sollte eine kulturelle und politische Brückenfunktion zwischen England und Skandinavien erfüllen.

### Initiativen
1915 gründete Kalma die Jongfryske Mienskip, 1917 gründete er die erste vollständige friesischsprachige Literaturzeitschrift Frisia. 1924 war er Mitgründer der Afûk. Er übersetzte sämtliche Werke von William Shakespeare, übersetzte Der Menschenfeind (1930) von Molière, publizierte 1935 die Skiednis fan Fryslân (Geschichte Frieslands), die ernste friesischsprachige Literaturgeschichte und schrieb zahlreiche Theaterstücke. Vor allem seine Idiombücher trugen zum Ausbau der friesischen Standardsprache bei. Er engagierte sich für Friesisch an den Grund- und weiterführende Schulen, schrieb 1938 die erste friesischsprachige Dissertation.

### Politik und Krieg
Kalma wurde 1931 Englischlehrer in Eindhoven. In den 1930er Jahren interessiert Kalma sich zunehmend für die Politik, hatte aber auf politischer Ebene kaum Erfolg. Er wechselte ständig seine politische Meinung und wechselte ständig seine Mitgliedschaft in politischen Parteien. Er stritt sich mit Personen in der Jongfryske Mienskip und durfte 1933 keinen Vorsitzenden mehr sein. 1940 wurde Kalma Mitglied in der faschistischen Fryske Folkspartij, die 1941 aufgelöst wurde. 1942 verließ er Eindhoven und zog in Rottevalle bei Wike Zylstra ein. Zylstra war Lehrerin und sehr gut mit Kalma befreundet, aber da Kalma homosexuell war, gab es vermutlich keine intime Beziehung. Während des Krieges publizierte Kalma Bücher mithilfe der deutschen Besatzer. 1943 wurde ihm der Harmen Sytstra-priis verliehen, schickte diesen 1944 aber zurück.

### Nach dem Krieg
Nach dem Krieg wurde Kalma als Kollaborateur gesäubert. Als er kurz inhaftiert war, plädierte Wike Zylstra auf Freispruch. Laut Zylstra hatte er nie jemanden verraten und hatte für die untergetauchten Juden Englischunterricht gehalten. Kalma erhielt zwar ein Publikationsverbot, dies hatte aber keine strafrechtlichen Folgen. Nach dem Krieg hatte Kalma nicht mehr so viele Anhänger, und er widmete sich in der 'Rottevaller Zeit' die Übersetzung von Shakespeare.
Am 15. Oktober 1953 starb Douwe Kalma im Alter von 57 Jahren bei einem Verkehrsunfall.

## Bestattung und Nachwirkung
Bei der Trauerfeier in der Dearsumer Kirche am 21. Oktober waren mehr als 300 Personen anwesend. Verschiedene friesische Prominente, aus allen möglichen politischen Richtungen, hielten eine Rede. Auch der Dichter und Sozialdemokrat Fedde Schurer sprach, der aus literarischer Sicht ein Freund, aus politischer Sicht ein Feind gewesen war. Mit seiner wissenschaftliche und literarische Arbeit begeisterte Kalma nach seinem Tod Freund und Feind.
Obwohl die Trauerfeier in Dearsum stattfand, gab es keine kirchliche Bestattung und es sprachen keine kirchlichen Mitarbeiter. Stattdessen wurde seine Asche beim Sonnenaufgang am Amelander Strand (nördlich von Nes) von einem jungen Mann – wunschgemäß – ins Meer zerstreut.
Die Übersetzung der sämtlichen Werke von Shakespeare wurde postum herausgegeben und seine zahlreiche Theaterstücke blieben auch nach dem Tode Kalmas sehr beliebt. Die Gründung der AfÛk, die zahlreiche Übersetzungen und die Idiombücher trugen zur Entwicklung der friesischen Standardsprache bei. 1956 wurde die Douwe Kalma Stifting gegründet. 2008 wurde er in der Kanon fan de Fryske Skiednis (Kanon der friesischen Geschichte) aufgenommen.